# Abraham Mateo
Abraham Mateo Chamorro (ur. 25 sierpnia 1998 w San Fernando) – hiszpański aktor i wokalista.
Zadebiutował w 2009 po podpisaniu kontraktu płytowego z wytwórnią Sony Music Spain, która wydała jego album pt. Abraham Mateo.

## Życiorys
Jest synem Antonia Mateo i Susany Chamorro. Ma starszego o cztery lata brata, Tony'ego, który także zajmuje się śpiewaniem. Dorastał w rodzinie o muzycznych tradycjach – jego dziadek przez ponad 50 lat był tenorem-solistą w kościelnym chórze, a matka (Susana) była piosenkarką, a także pierwszą trenerką wokalną syna. Jest samoukiem, jako dziecko podjął naukę gry na flecie, fortepianie i keyboardzie i gitarze akustycznej.
W 2005 wziął udział w przesłuchaniach do programu typu talent show Menuda Noche emitowanym na kanale Canal Sur. W 2006 zwyciężył w lokalnym konkursie muzycznym dla dzieci Veo Veo organizowanym przez fundację Teresy Rabal w Andaluzji. W 2007 wystąpił w programie Menuda Noche, a także zaczął publikować swoje występy w telewizyjnym show w serwisie YouTube. W 2008 został uznany za odkrycie w narodowym konkursie muzycznym w Murcii i został wybrany do reprezentowania Hiszpanii w międzynarodowym konkursie Veo Veo. Na początku 2009 podpisał kontrakt z wytwórnią EMI Music Spain, pod której szyldem wydał 4 grudnia 2009 swój debiutancki album studyjny, zatytułowany po prostu Abraham Mateo. W ramach promocji płyty odbył trasę koncertową po Hiszpanii i wystąpił jako gość muzyczny w wielu hiszpańskich stacjach radiowych i telewizyjnych, m.in.: Mas Que Baile i Tú sí que vales, a także w programie Marii Teresy Campos i w świątecznym programie kanału Telecinco.

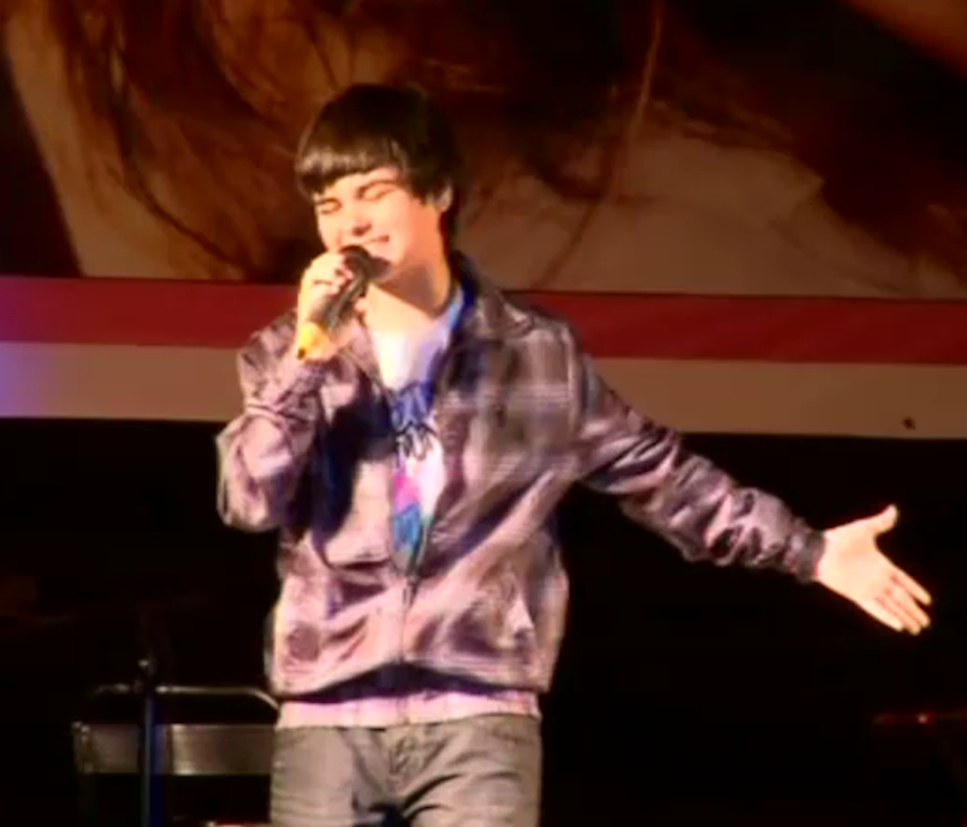
Mateo (2010)

Latem 2010 zaczął nagrywać cover anglojęzycznych przebojów, m.in. „I Surrender” Céline Dion, „I Have Nothing” Whitney Houston, „Imagine” Johna Lennona, „Just the Way You Are” Bruno Marsa i „Mistletoe” Justina Biebera. Latem 2011 opublikował włoskojęzyczną wersję piosenki „Adagio” Lara Fabian. 29 listopada 2011 opublikował teledysk do autorskiej piosenki „Desde que te fuiste”, którą zapowiedział swój drugi album studyjny. 13 lutego 2012 podpisał kontrakt z wytwórnią Sony Music Spain, a w lipcu tego samego roku rozpoczął w Madrycie nagrywanie materiału na drugą płytę. 6 listopada 2012 wydał singiel „Señorita”. 9 listopada 2012 wystąpił na koncertu Coca Cola Music w Madrycie, gdzie oglądało go 15 tysięcy osób. Został nominowany jako najlepszy artysta-odkrycie w konkursie Premios Juventud organizowanym przez Univisón. 4 października 2013 wystąpił podczas koncertu Coca Cola Music Experience w Palacio de Deportes w Madrycie, gdzie wykonał po raz pierwszy publicznie swój drugi singiel „Girlfriend”. W 2014 wraz z Lodo Comello nagrał piosenkę i teledysk "Sin usar palabras".

## Dyskografia

### Albumy studyjne
- Abraham Mateo (2009)
- AM (2013)
- Who I Am (2014)
- Are you ready? (2015)
- A Camara Lenta (2018)

### Single
- 2009: Vuelve conmigo
- 2011: Desde que te fuiste
- 2012: Señorita
- 2013: Girlfriend
- 2014: Lánzalo
- 2014: All The Girls
- 2015: Todo Terminó
- 2015: Old School
- 2016: Are You Ready? (Road Trip Video)
- 2017: Loco Enamorado
- 2017: Hablame Bajito
- 2018: Se Acabo El Amor
- 2018: A Camara Lenta

### Teledyski
| Rok  | Tytuł                               | Producent        |
| ---- | ----------------------------------- | ---------------- |
| 2009 | Vuelve conmigo                      | EMI Music Spain  |
| 2009 | Without you (duet z Caroline Costa) | EMI Music Spain  |
| 2010 | I surrender                         | RC studio        |
| 2011 | I have nothing                      | RC studio        |
| 2011 | Adagio                              | Dani Ruiz        |
| 2011 | Desde que te fuiste                 | Dani Ruiz        |
| 2012 | Señorita                            | Sony Music Spain |
| 2013 | Girlfriend                          | Sony Music Spain |
| 2014 | All The Girls (La La La)            | Sony Music Spain |

## Filmografia
| Rok  | Tytuł        | Rola    | Uwagi     |
| ---- | ------------ | ------- | --------- |
| 2009 | Días sin Luz | Abraham | Serial TV |
| 2010 | Raphael      | Raphael | Serial TV |